# مختار سنوسي
مختار سنوسي (بالإنجليزية: Mukhtar Sanusi)‏ هو لاعب كرة قدم نيجيري في مركز الهجوم، ولد في 13 مارس 2002 في أبيوكوتا في نيجيريا. لعب مع دينامو برست.

## وصلات خارجية
- مختار سنوسي على موقع قاعدة بيانات كرة القدم.إي يو (الإنجليزية)
- مختار سنوسي على موقع Soccerbase.com (لاعب) (الإنجليزية)
- مختار سنوسي على موقع Soccerway.com (الإنجليزية)
- مختار سنوسي على موقع عالم كرة القدم.نت (الإنجليزية)